# Dontrien
Dontrien est une commune française, située dans le département de la Marne en région Grand Est.

## Géographie
Dontrien est un petit village du nord de la Marne situé à 35 kilomètres à l'est de Reims, à 40 kilomètres au nord de Châlons-en-Champagne.
Son terroir accueille le confluent entre la Suippe et la Py, toutes deux rivières hautement poissonneuses, et riches en truites et brochets. Dans l'un des méandres de cette même Suippe, Baloré, une plage de grève fine a fait les beaux jours des baigneurs dans les années 1970.
| Saint-Martin-l'Heureux                 | Saint-Martin-l'Heureux               | Saint-Souplet-sur-Py |
| Saint-Martin-l'Heureux & Vaudesincourt | Dontrien                             | Saint-Souplet-sur-Py |
| Vaudesincourt                          | Vaudesincourt & Saint-Souplet-sur-Py | Saint-Souplet-sur-Py |

### Hydrographie

#### Réseau hydrographique
La commune est dans la région hydrographique « la Seine du confluent de l'Oise (inclus) à l'embouchure » au sein du bassin Seine-Normandie. Elle est drainée par la Suippe et la Py,.
La Suippe, d'une longueur de 82 km, prend sa source dans la commune de Tailly et se jette  dans l'Aisne à Saint-Juvin, après avoir traversé 27 communes. Les caractéristiques hydrologiques de la Suippe sont données par la station hydrologique située sur la commune de Dontrien. Le débit moyen mensuel est de 2,81 m3/s. Le débit moyen journalier maximum est de 12,9 m3/s, atteint lors de la crue du 29 mars 2001. Le débit instantané maximal est quant à lui de 13 m3/s, atteint le même jour.
La Py, d'une longueur de 15 km, prend sa source dans la commune de Sommepy-Tahure et se jette  dans la Suippe à Saint-Martin-l'Heureux, après avoir traversé cinq communes. 

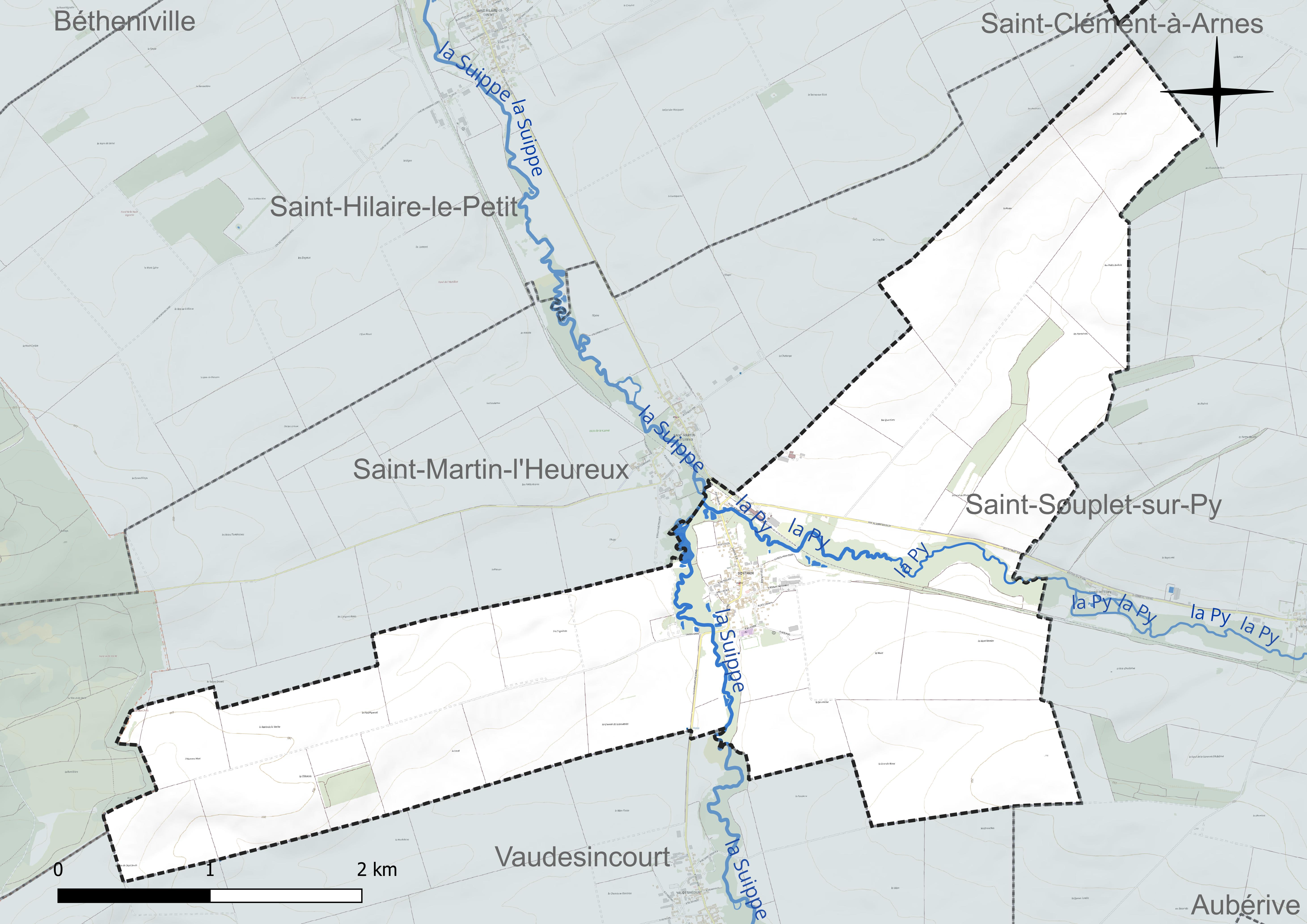
Réseau hydrographique de Dontrien.

#### Gestion et qualité des eaux
Le territoire communal est couvert par le schéma d'aménagement et de gestion des eaux (SAGE) « Aisne Vesle Suippe ». Ce document de planification, dont le territoire s’étend sur 3 096 km2 répartis sur trois départements (Aisne, Marne et Ardennes) et deux régions (Champagne-Ardenne et Picardie), a été approuvé le 16 décembre 2013. La structure porteuse de l'élaboration et de la mise en œuvre est le Syndicat d’aménagement des bassins Aisne Vesle Suippe (SIABAVES). 
La qualité des cours d’eau peut être consultée sur un site dédié géré par les agences de l’eau et l’Agence française pour la biodiversité. 

### Climat
Pour des articles plus généraux, voir Climat du Grand Est et Climat de la Marne.
En 2010, le climat de la commune est de type climat océanique dégradé des plaines du Centre et du Nord, selon une étude du Centre national de la recherche scientifique s'appuyant sur une série de données couvrant la période 1971-2000. En 2020, Météo-France publie une typologie des climats de la France métropolitaine dans laquelle la commune est exposée à un climat océanique altéré et est dans la région climatique  Nord-est du bassin Parisien, caractérisée par un ensoleillement médiocre, une pluviométrie moyenne régulièrement répartie au cours de l’année et un hiver froid (3 °C). 
Pour la période 1971-2000, la température annuelle moyenne est de 10,2 °C, avec une amplitude thermique annuelle de 15,7 °C. Le cumul annuel moyen de précipitations est de 719 mm, avec 11,8 jours de précipitations en janvier et 8,3 jours en juillet. Pour la période 1991-2020, la température moyenne annuelle observée sur la station météorologique de Météo-France la plus proche, « Sommepy », sur la commune de Sommepy-Tahure à 11 km à vol d'oiseau, est de 10,9 °C et le cumul annuel moyen de précipitations est de 771,4 mm. 
La température maximale relevée sur cette station est de 41 °C, atteinte le 25 juillet 2019 ; la température minimale est de −16 °C, atteinte le 4 janvier 2004,,. 
Les paramètres climatiques de la commune ont été estimés pour le milieu du siècle (2041-2070) selon différents scénarios d'émission de gaz à effet de serre à partir des nouvelles projections climatiques de référence DRIAS-2020. Ils sont consultables sur un site dédié publié par Météo-France en novembre 2022.

## Urbanisme

### Typologie
Au 1er janvier 2024, Dontrien est catégorisée commune rurale à habitat dispersé, selon la nouvelle grille communale de densité à sept niveaux définie par l'Insee en 2022.
Elle est située hors unité urbaine. Par ailleurs la commune fait partie de l'aire d'attraction de Reims, dont elle est une commune de la couronne,. Cette aire, qui regroupe 294 communes, est catégorisée dans les aires de 200 000 à moins de 700 000 habitants,.

### Occupation des sols
L'occupation des sols de la commune, telle qu'elle ressort de la base de données européenne d’occupation biophysique des sols Corine Land Cover (CLC), est marquée par l'importance des territoires agricoles (91,5 % en 2018), une proportion identique à celle de 1990 (91,5 %). La répartition détaillée en 2018 est la suivante : 
terres arables (91,5 %), forêts (6,1 %), zones urbanisées (2,4 %). L'évolution de l’occupation des sols de la commune et de ses infrastructures peut être observée sur les différentes représentations cartographiques du territoire : la carte de Cassini (XVIIIe siècle), la carte d'état-major (1820-1866) et les cartes ou photos aériennes de l'IGN pour la période actuelle (1950 à aujourd'hui).

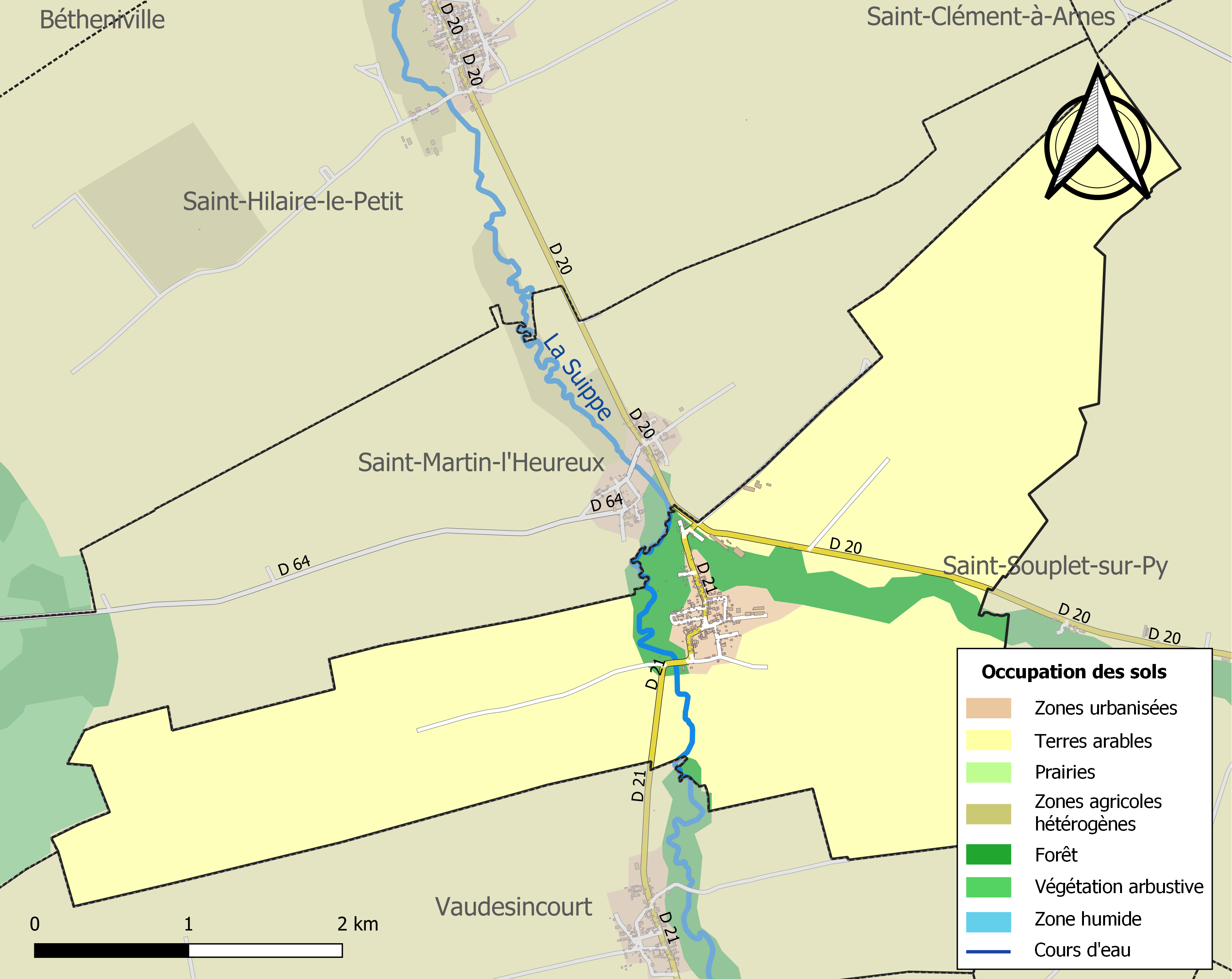
Carte des infrastructures et de l'occupation des sols de la commune en 2018 (CLC).

## Toponymie
Le nom de la localité est attesté sous les formes Donnus Trajanus (1066) ; Dontereium (1103) ; Donnus Trojanus (1099-1118) ; Domnus Trojanus (1135) ; Donterianum (1200) ; Dontrien, Dontriem, Dontriacum (1221) ; Donterien (1237) ; Duntrien (1242) ; Dontrianum (1248) ; Dontreium (vers 1260) ; Donteranum (1267) ; Dontrian (1285) ; Dontherien (1328) ; Donterain (1343) ; Doictoyan (1556) ; Ontrian (1676) ; Domptrien, Domptrient (1715) ; Domtrien (1758).

L'origine du nom de Dontrien date du haut Moyen Âge. Il se compose du bas latin domnus, qui aboutit à Dom, titre honorifique donné à un noble ou à un ecclésiastique. La seconde partie du nom fait allusion à un certain Trojanus. Peut-être un hommage de soldats romains à leur empereur Trajan.

## Histoire
Différentes origines du nom du village sont avancées, parmi lesquelles la notion de « don de rien », cadeau fait au Moyen Âge par un seigneur à un de ses vassaux, ou auprès d'une prieuré. À cette époque, Dontrien se résumait à une forêt, implantée sur un sol crayeux, inapte à l'agriculture.
Le village aurait été évoqué pour la première fois en 1066 sur une carte de l'archevêché de Reims sous le nom de Donnus Trojannus.
En 1247, la présence d'une léproserie est attestée.
Pendant la Première Guerre mondiale, la commune a été le théâtre de plusieurs combats, notamment pendant la bataille des monts de Champagne en 1917 et pendant la quatrième bataille de Champagne en 1918. Lors de cette dernière bataille a eu lieu le coup de main du Mont-sans-Nom,.

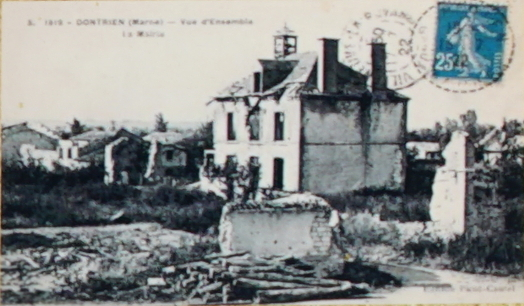
Le village de Dontrien et la mairie détruite lors de la Première Guerre mondiale.

## Politique et administration
| Période                                  | Période                      | Identité               | Étiquette | Qualité |
| ---------------------------------------- | ---------------------------- | ---------------------- | --------- | ------- |
| Les données manquantes sont à compléter. |                              |                        |           |         |
| 1873                                     | 1885                         | Étienne Amable Gangand |           |         |
|                                          | 1905                         | Jules Aimé Gaillot     |           |         |
|                                          |                              | Henri Boucquant        |           |         |
|                                          |                              | Marcel Quenet          |           |         |
| avant 1981                               |                              | Robert Baronnet        |           |         |
| Les données manquantes sont à compléter. |                              |                        |           |         |
| 1987                                     | 2014                         | Régis Allart           | UMP       |         |
| 2014                                     | En cours (au 4 juillet 2014) | Philippe Chardonnet    | SE        |         |

## Population et société

### Démographie
Le nom de ses habitants reste une énigme. Une tradition locale les affuble d'un hypothétique « cliche-cul », reste de la concurrence avec les villages voisins.[réf. nécessaire]
L'évolution du nombre d'habitants est connue à travers les recensements de la population effectués dans la commune depuis 1793. Pour les communes de moins de 10 000 habitants, une enquête de recensement portant sur toute la population est réalisée tous les cinq ans, les populations de référence des années intermédiaires étant quant à elles estimées par interpolation ou extrapolation. Pour la commune, le premier recensement exhaustif entrant dans le cadre du nouveau dispositif a été réalisé en 2005.

En 2022, la commune comptait 259 habitants, en évolution de −1,52 % par rapport à 2016 (Marne : −1,19 %, France hors Mayotte : +2,11 %).
| 1793 | 1800 | 1806 | 1821 | 1831 | 1836 | 1841 | 1846 | 1851 |
| ---- | ---- | ---- | ---- | ---- | ---- | ---- | ---- | ---- |
| 420  | 300  | 318  | 342  | 375  | 389  | 400  | 434  | 468  |

| 1856 | 1861 | 1866 | 1872 | 1876 | 1881 | 1886 | 1891 | 1896 |
| ---- | ---- | ---- | ---- | ---- | ---- | ---- | ---- | ---- |
| 470  | 473  | 444  | 420  | 416  | 378  | 393  | 378  | 348  |

| 1901 | 1906 | 1911 | 1921 | 1926 | 1931 | 1936 | 1946 | 1954 |
| ---- | ---- | ---- | ---- | ---- | ---- | ---- | ---- | ---- |
| 316  | 333  | 259  | 241  | 259  | 263  | 252  | 250  | 264  |

| 1962 | 1968 | 1975 | 1982 | 1990 | 1999 | 2005 | 2006 | 2010 |
| ---- | ---- | ---- | ---- | ---- | ---- | ---- | ---- | ---- |
| 249  | 248  | 217  | 225  | 179  | 194  | 202  | 199  | 207  |

| 2015 | 2020 | 2022 | - | - | - | - | - | - |
| ---- | ---- | ---- | - | - | - | - | - | - |
| 243  | 258  | 259  | - | - | - | - | - | - |

En 1905 (Matot-Braine), 955 hectares de terres étaient labourables et 300 hectares étaient des bois. Le village comptait 325 habitants dont 107 électeurs répartis dans 109 maisons. Parmi eux : vingt-et-un sapeurs-pompiers, un chef de gare, trois aubergistes, un entrepôt de bière, un boulanger, un bourrelier, un café de la gare, un charron, un charcutier, un coquetier, un cordonnier, douze cultivateurs, trois épiciers, trois farine et grains, un fil et tissus, un laines, une maçon, un maréchal-ferrant, une mercerie, un meunier, quatre rentiers, une sage-femme, un marchand de tabac, trois tissages mécaniques et un entrepreneur de transports.

### Sports
Son stade de football accueille tous les 15 jours les joueurs et supporters du club du village : le FC Dontrien. À noter que ce club A, à la fin de la saison 2007-2008, accédé à la catégorie supérieure tout en étant invaincu.

## Économie
C’est un village à vocation agricole (principalement céréalière et betteravière).

## Culture locale et patrimoine

### Lieux et monuments

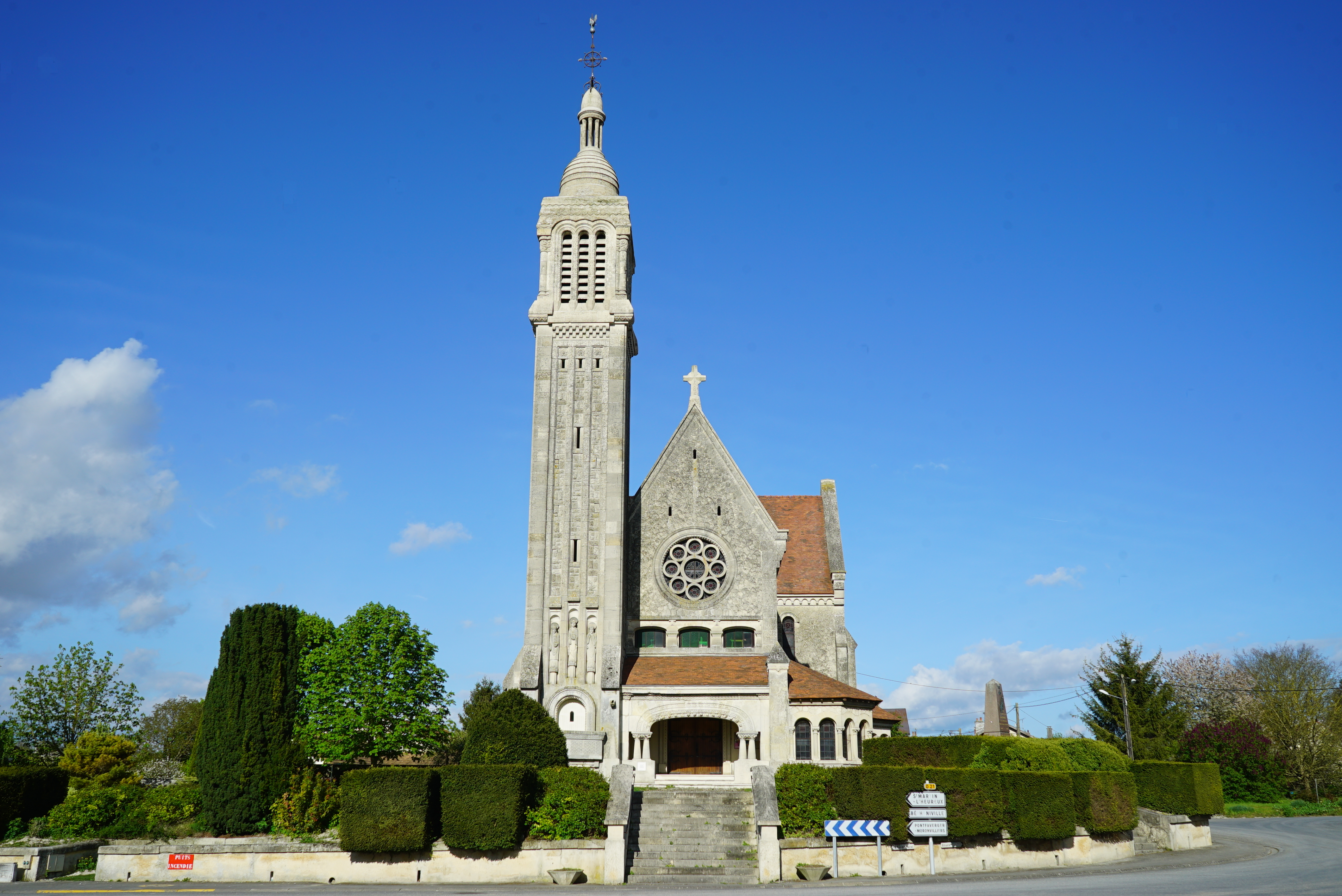
L'église monument du XXe siècle,
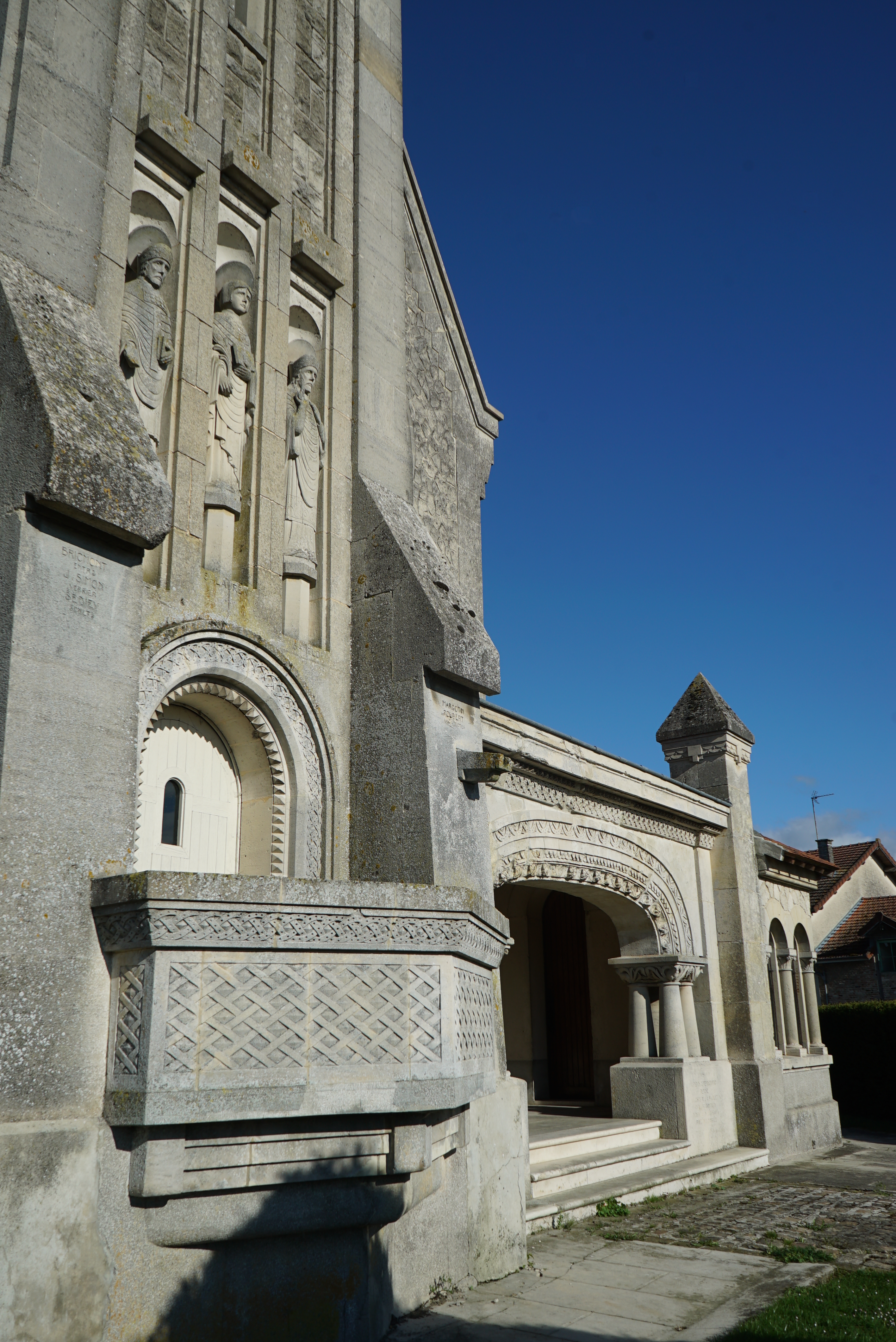
avec son portail occidental,
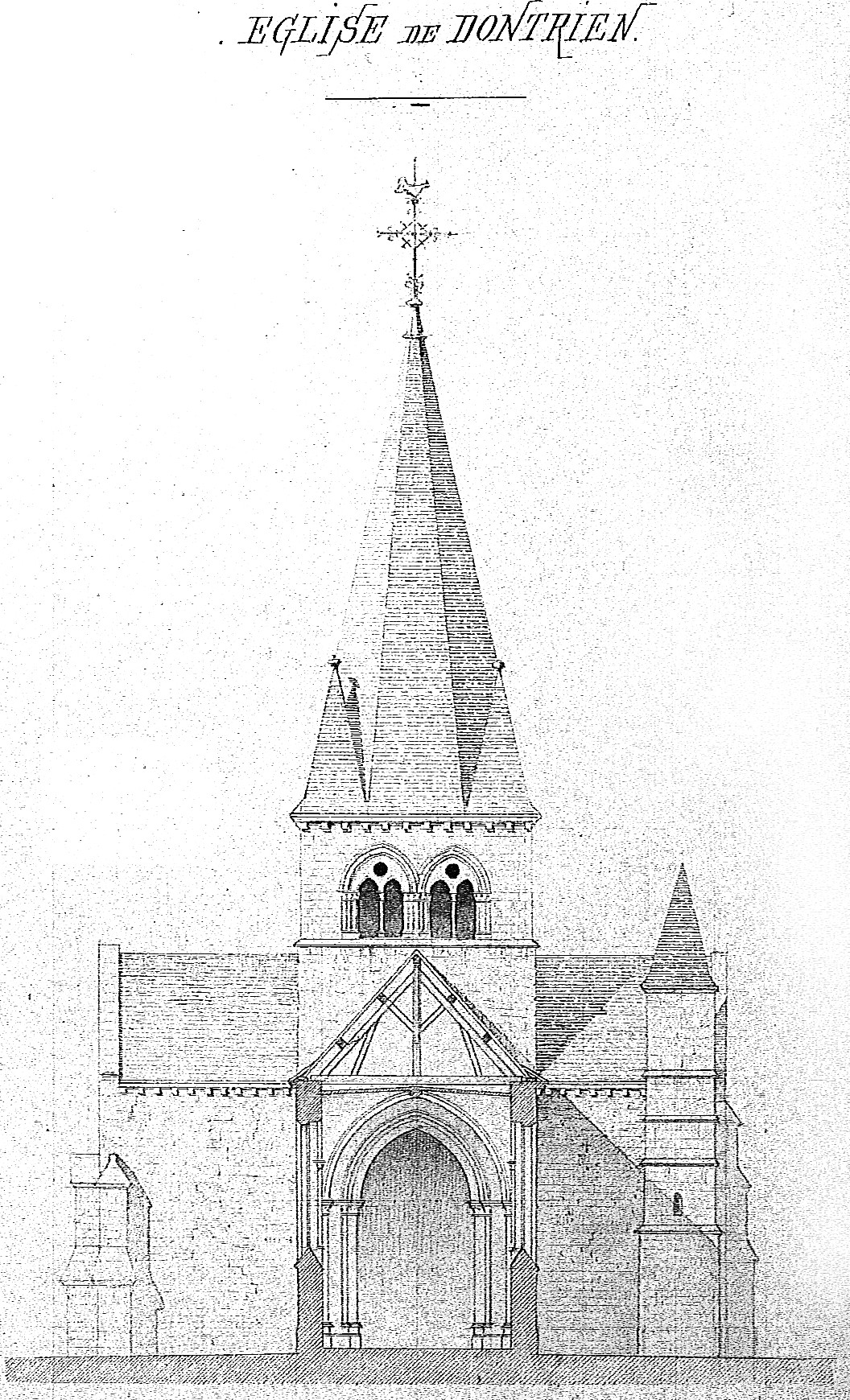
l'ancienne église,
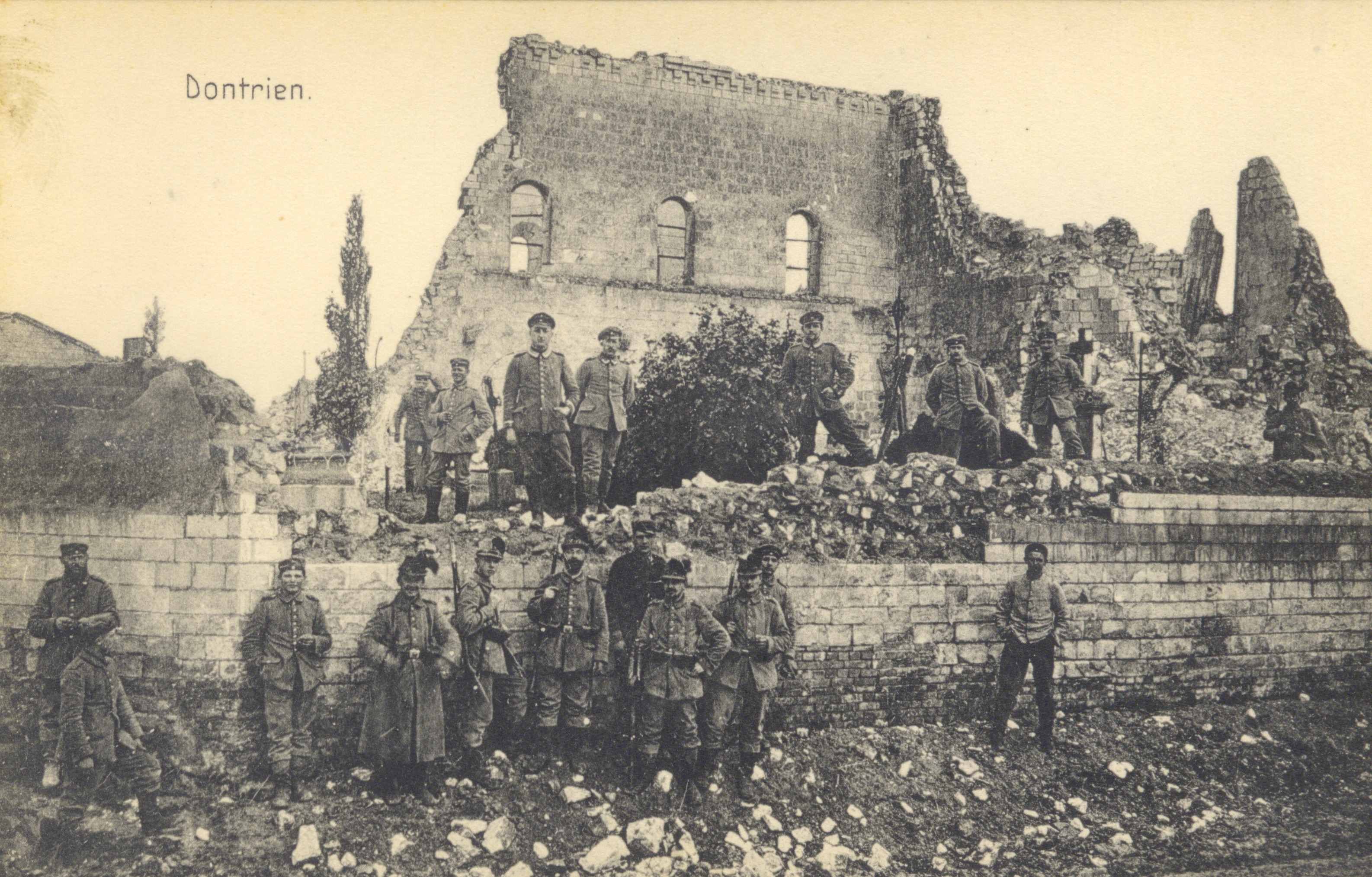
détruite lors de la Première Guerre mondiale.

- Le monument Maurice Langlois, résistant de la Seconde Guerre mondiale tué le 30 août 1944.
- L'église Saint-Laurent de Dontrien fut reconstruite après la Première Guerre mondiale par Léon Margotin et Louis Roubert[30] qui a reçu le label ACR architecture contemporaine remarquable précédemment "label patrimoine du XXes".
- L'ensemble mairie-groupe scolaire et bureau de poste par Émile Maigrot[31] labellisé Architecture contemporaine remarquable.

### Personnalités liées à la commune
- Émile Zola, célèbre écrivain, a écrit quelques lignes sur le village de Dontrien dans son livre la Débâcle. En voici un extrait :

« Enfin, vers quatre heures, le 106e s'arrêta à Dontrien, un village bâti au bord de la Suippe. La petite rivière court parmi des bouquets d'arbres, la vieille église est au milieu du cimetière, qu'un marronnier immense couvre tout entier de son ombre.
Et ce fut sur la rive gauche, dans un pré en pente, que le régiment dressa ses tentes. Les officiers disaient que les quatre corps d'armée, ce soir-là, allaient bivouaquer sur la ligne de la Suippe, d'Auberive à Heutrégiville, en passant par Dontrien, Béthiniville et Pont-Faverger, un front de bandière qui avait près de cinq lieues. »
Dontrien a également été l’arrivée d'une étape du Tour de France de Guy Amalfitano. Ce sportif s'est lancé dans un nouveau record du monde de "PLUS LONG TRAJET COURU SUR UNE JAMBE, SANS UN SEUL JOUR DE REPOS ", validé par le Guinness Book des Records, pour aider à la lutte contre le cancer.
Ainsi le 10 juillet 2013, Guy Amalfitano terminait son étape du jour à Dontrien après un départ de Reims. Accueilli comme il se doit par la commune et les habitants, il y passa la nuit et y pris du repos pour repartir dès le lendemain pour continuer son périple de 5 500 km.